# Sarcophaga juvenilis
Sarcophaga juvenilis är en tvåvingeart som först beskrevs av Brauer 1899.  Sarcophaga juvenilis ingår i släktet Sarcophaga och familjen köttflugor. Inga underarter finns listade i Catalogue of Life.